# Cyclisme aux Jeux de la Francophonie de 2013
 (avril 2025).
Si vous disposez d'ouvrages ou d'articles de référence ou si vous connaissez des sites web de qualité traitant du thème abordé ici, merci de compléter l'article en donnant les références utiles à sa vérifiabilité et en les liant à la section « Notes et références ».
Navigation
Édition suivante
Les épreuves de cyclisme des Jeux de la Francophonie de 2013 se déroulent le 8 septembre 2013 à Nice, en France. 2 épreuves de cyclisme sur route ont lieu.

## Podiums
| Épreuves                  | Or                       | Argent               | Bronze            |
| ------------------------- | ------------------------ | -------------------- | ----------------- |
| Course en ligne masculine | Pierre Latour            | Mathieu Le Lavandier | Anthony Maldonado |
| Course en ligne féminine  | Christel Ferrier-Bruneau | Lex Albrecht         | Aude Biannic      |

## Tableau des médailles
| Rang  | Nation | Or | Argent | Bronze | Total |
| ----- | ------ | -- | ------ | ------ | ----- |
| 1     | France | 2  | 1      | 2      | 5     |
| 2     | Québec | 0  | 1      | 0      | 1     |
| Total | Total  | 2  | 2      | 2      | 6     |